# Nomia spinosipes
Nomia spinosipes är en biart som beskrevs av Cockerell 1947. Nomia spinosipes ingår i släktet Nomia och familjen vägbin. Inga underarter finns listade i Catalogue of Life.